# 月桔輪盾介殼蟲
月桔輪盾介殼蟲（学名：Aulacaspis murrayae）为盾介殼蟲科輪盾介殼蟲屬下的一个种。